# 綿惠
履郡王綿惠（1764年10月20日—1796年9月6日），愛新覺羅氏，履端親王永珹長子，生母為內務府總管公義之女側福晉完顏氏。履親王系第三代。

## 生平
乾隆二十九年（1764年）九月二十五日亥時出生。乾隆四十二年五月（1777年）接替父親成為履親王第三代，惟為履親王並非世襲罔替的爵位，他的封爵僅為多罗貝勒。乾隆四十四年十一月二十一日，綿恩及綿惠因馬上騎射均好而著賞用黃掣手鞍座，不用遵循皇孫用紫掣手紅鞍座的規定。乾隆四十六年閏五月初七日，高宗因永珹福晉伊爾根覺羅氏已故而追封綿惠尚無品級的生母王佳氏為側福晉。
嘉慶元年（1796年）八月初六日亥時去世，虛齡三十三岁。同年十一月朝廷追封綿惠為多羅郡王，由養子奕綸襲封履親王系第四代，惟需遞降為固山貝子襲封。

## 妻妾
- 嫡福晉博爾濟吉特氏，巴林右旗扎薩克多羅郡王巴圖之女，和碩和婉公主額駙德勒克之侄女。乾隆四十年八月初十日被指婚，乾隆四十四年十一月正式行指婚禮。嘉庆十三年二月初二日，仁宗因博爾濟吉特氏在巴圖去世後仍未到坟院祭奠而加恩賞假兩月，並且允許她前往祭奠。嘉慶十八年十二月二十四日及四月二十九日各派人送喫食八盒予綿愷時，在檔案中俗稱其為綿四福晉。

- 妾趙氏，趙陞之女。